# Джумхуриет (квартал в Султангази)
„Джумхуриет“ (на турски: Cumhuriyet) е квартал на Истанбул, разположен в градска околия Султангази. Общата му площ е 0,73 км2. Според данни на Адресната система за регистриране на населението (ABPRS) към 2024 г. населението на „Джумхуриет“ е 14 173 жители.